# 1728 (число)
1728 (одна тысяча семьсот двадцать восемь) — натуральное число, расположенное между числами 1727 и 1729. Оно не является простым числом, а относительно последовательности простых чисел расположено между 1723 и 1733. Числу 1728 равна вышедшая из употребления мера счёта — масса (доцанд), она же равна дюжине гроссов.

## В математике
- 1728 = 123[2], таким образом в двенадцатеричной системе счисления это число записывается как 1000, также оно является числом кубических дюймов в кубическом футе[3].
- 1728 = 33 × 43
- 1728 = 23 × 63
- 1728 = 63 + 83 + 103
- 1728 = 242 + 242 + 242
- Также две части числа 1728 17 и 28 можно представить в виде сумм первых простых чисел:

17 = 2 + 3 + 5 + 7
28 = 2 + 3 + 5 + 7 + 11
- Число 1728 представимо в виде произведения первых составных чисел[4]:

1728 = 4 × 6 × 8 × 9
Предыдущее и следующее числа с этим свойством равны 192 и 17 280 соответственно.
- При n = 1728 уравнение Морделла[англ.] {\displaystyle y^{2}=x^{3}+n} имеет ровно одно целочисленное решение[5].
- Существует 1728 перестановок чисел от 1 до 8, в которых любые два соседних числа являются взаимно простыми[6].
- 1728 — целочисленная площадь вписанного четырёхугольника с целочисленными сторонами и радиусом описанной окружности[7].
- Число 1728 является вторым членом последовательности кубов, начинающейся с числа 8, в которой десятичная запись любого элемента является суффиксом десятичной записи следующего элемента:

8, 1728, 15 851 081 728, 476 841 757 827 289 415 851 081 728, … (последовательность A050648 в OEIS)
- Двенадцатое 28-угольное число.
- Является коэффициентом, необходимым для вычисления инварианта эллиптической кривой.
- Число 1728 является длиной[8] одного из первых поколений последовательности Колакоски[9].
- Количество остовных деревьев графа {\displaystyle K_{3}\times P_{3}} равно 1728[10].
- Число 1728 является вторым (после 64) кубом, который является средним арифметическим двух последовательных простых чисел (англ. interprime)[11]:

{\displaystyle 12^{3}={\frac {1723+1733}{2}}}
- Сумма первых 1728 чисел Фибоначчи делится на 1728[12][13].
- Существует 1728 положительных целых чисел, непредставимых в виде суммы попарно различных 23-угольных чисел[14].
- 1728 — пятый неповторяющийся композиториал ({\displaystyle 1728={\frac {9!}{9\#}}}).
Это единственный композиториал, являющийся одновременно кубом[15].
Следующий уникальный композиториал 10!/10# = 11!/11# = 17280[4][16][17].